# Вознесенка (Юринський район)
Вознесе́нка (рос. Вознесенка, марій. Вознесенка) — присілок у складі Юринського району Марій Ел, Росія. Входить до складу Козиковського сільського поселення.

## Населення
Населення — 23 особи (2010; 33 у 2002).
Національний склад (станом на 2002 рік):
- росіяни — 88 %